# 魏元吉
魏元吉（？—？），字敬之，號連洲，江西南昌府南昌縣人，明朝政治人物。

## 生平
江西鄉試第三十二名舉人。嘉靖三十二年（1553年）中式癸丑科三甲第十八名進士。工部观政，擔任直隶黟縣知縣，擢刑科給事中，三十七年五月奉命查催钱粮，九月升户科右，三十九年五月升刑科左，四十年闰五月升刑科都給事中，四十一年十月升任福建右參政，被劾降职，遂辞官归乡，年五十九卒。

## 家族
曾祖魏仲穆；祖父魏叔華；父魏季偉，母周氏；繼母曹氏。兄元健、元忠（生员）、弟元善。